# Guy Lample
Guy Lample es un deportista francés que compitió en judo. Ganó dos medallas en el Campeonato Europeo de Judo, en los años 1957 y 1958.

## Palmarés internacional
| Campeonato Europeo | Campeonato Europeo      | Campeonato Europeo | Campeonato Europeo |
| Año                | Lugar                   | Medalla            | Categoría          |
| ------------------ | ----------------------- | ------------------ | ------------------ |
| 1957               | Róterdam (Países Bajos) | Medalla de plata   | –68 kg             |
| 1958               | Barcelona (España)      | Medalla de bronce  | –68 kg             |